# 유외
유외(劉外, 생몰년 미상)은 전한의 황족으로 한경제의 손자 용릉절후의 아들이며 광무제의 증조부이다. 용릉절후의 작위는 유외의 형 유웅거가 계승하였기에 유외는 울림태수가 되었다.
유외의 아들이 유회이며, 유회는 유흠을 낳았다. 유흠이 바로 광무제의 아버지이다. 유외는 증손 광무제가 후한을 건국하자 사묘(四廟)에 배향되어 울림부군(鬱林府君)로 추존되었다.

## 가족
- 증조부: 전한 경제
- 증조모: 당희(唐姬)
  - 조부: 장사정왕 유발
    - 부친: 용릉절후 유매
      - 본인: 유외
        - 아들: 유회
          - 손자: 유흠
            - 증손: 유연
            - 증손: 유중
            - 증손: 광무제

          - 손자: 유량
            - 증손: 유허